# Eleição presidencial na Polônia em 2025
A eleição presidencial na Polônia em 2025 foi realizada em 18 de maio de 2025. Como nenhum candidato obteve mais de 50% dos votos, um segundo turno foi realizado em 1º de junho de 2025. O presidente em exercício, Andrzej Duda, não pôde se candidatar à reeleição devido ao limite constitucional de mandatos. A eleição teve o maior número de candidatos empatando com a eleição de 1995, com 13 candidatos concorrendo à Presidência Polonesa.
O candidato apoiado pelo governo em exercício, Rafał Trzaskowski, prefeito de Varsóvia e segundo colocado nas eleições de 2020, ficou em primeiro lugar no primeiro turno, seguido pelo candidato conservador Karol Nawrocki, apoiado pelo partido Lei e Justiça. Os candidatos de direita, Nawrocki, Sławomir Mentzen (Nova Esperança) e Grzegorz Braun, da Confederação da Coroa Polonesa, superaram as pesquisas, conquistando 29,5%, 14,8% e 6,3% dos votos, ficando em segundo, terceiro e quarto lugares respectivamente. O candidato centrista Szymon Hołownia (PL2050) obteve 4,99% dos votos e os candidatos de esquerda, em conjunto, garantiram 10,18% dos votos, com a candidata da coligação Magdalena Biejat (Esquerda) a ficar abaixo do anti-coligação Adrian Zandberg (Razem).
Nawrocki concorreu com uma plataforma nacionalista cristã e culturalmente conservadora, contra a coalizão governista de Donald Tusk, jogando uma cópia do livro Gender Queer: A Memoir em uma trituradora de papel durante a campanha. A plataforma de Nawrocki defendia uma intervenção significativa do governo na economia, a manutenção de laços estreitos entre a Igreja Católica na Polônia e o governo polonês, a criminalização generalizada do aborto e a oposição à legalização do casamento entre pessoas do mesmo sexo ou das uniões civis, citando a ética sexual da Igreja Católica e a proteção da família. Trzaskowski concorreu com uma plataforma de liberalização econômica, integração europeia, ampla legalização do aborto,  a introdução das uniões civis entre pessoas do mesmo sexo, e um papel mais importante para os governos locais nas voivodias. Eles divergiram quanto ao fortalecimento das relações com a União Europeia e à adesão da Ucrânia à OTAN, com Trzaskowski apoiando ambas as questões. Nawrocki se opôs à adesão da Ucrânia à OTAN e ao fortalecimento das relações com a UE. Ambos concorreram com plataformas pró-ocidentais.
O resultado das eleições deu continuidade à tendência de margens eleitorais mais apertadas dos últimos 25 anos, tornando-se o mais renhido da história da Polónia desde a queda da República Popular da Polónia. Antes das eleições, os observadores caracterizaram uma vitória de Nawrocki como prejudicial para o governo de Donald Tusk, devido às leis que exigem 60% de apoio no Sejm em casos de veto presidencial. Os resultados mantiveram o partido Lei e Justiça e seus candidatos presidenciais alinhados, que perderam apenas uma eleição presidencial desde sua fundação, há 24 anos. Os resultados do primeiro turno também mostraram um fortalecimento político significativo da Confederação Liberdade e Independência, de tendência nacionalista. As pesquisas de boca de urna indicaram que os eleitores mais jovens eram mais propensos a favorecer Nawrocki no segundo turno e outros partidos de direita no primeiro; a aliança de extrema direita Confederação Liberdade e Independência teve de longe o melhor desempenho de sua história e teve o melhor desempenho entre a geração mais jovem de eleitores poloneses.

## Sistema eleitoral

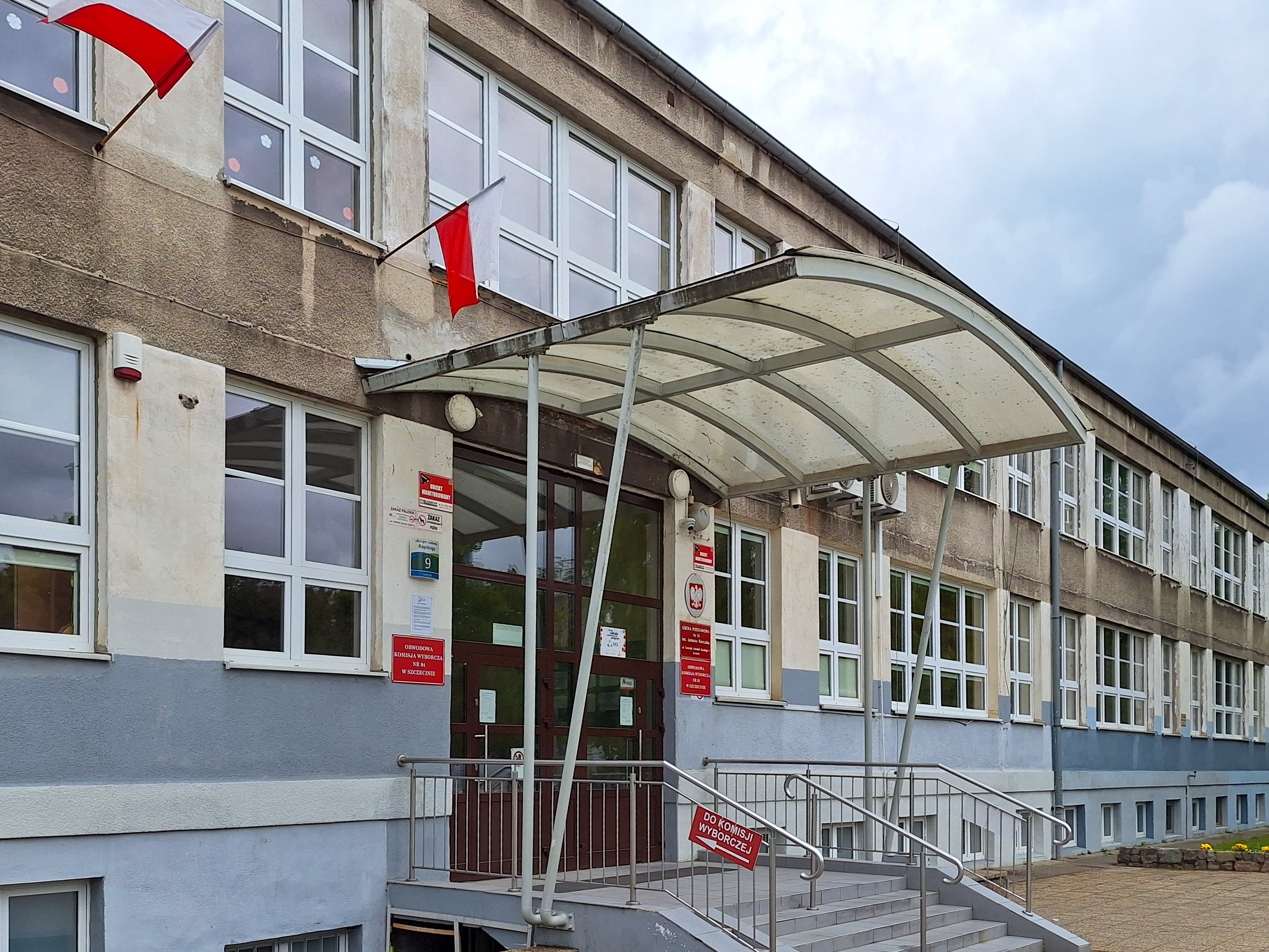
Uma comissão eleitoral distrital em Estetino

As eleições presidenciais na Polônia devem ser realizadas em um dia não útil (domingo ou feriado), entre 75 e 100 dias antes do fim do mandato do presidente no poder. Em caso de vacância do cargo por morte, renúncia ou destituição do titular, elas podem ser realizadas mais cedo. O Marechal do Sejm é responsável por definir a data das eleições presidenciais e, neste caso, haviam três datas possíveis para escolher: 4 de maio, 11 de maio ou 18 de maio de 2025.
O presidente da Polônia é eleito para um mandato de cinco anos por meio de um sistema de dois turnos; se nenhum candidato obtiver a maioria dos votos no primeiro turno, é realizado um segundo turno entre os dois candidatos mais votados. Os presidentes têm um mandato de cinco anos e podem ser reeleitos uma vez. O segundo mandato de Andrzej Duda expira em 6 de agosto de 2025, e o presidente eleito tomará posse nesse dia perante a Assembleia Nacional (uma sessão conjunta do Sejm e do Senado). As pesquisas de boca de urna revelaram resultados muito próximos, e os resultados oficiais são esperados para segunda-feira. 
Para se registrar como candidato às eleições, é necessário ser cidadão polonês, ter pelo menos 35 anos de idade na data da primeira volta das eleições e ter recolhido pelo menos 100 000 assinaturas de eleitores até às 16h00 (CEST) do dia 4 de abril de 2025. Em 2025, 13 candidatos se inscreveram, o maior número de candidatos registrados empatando com a eleição de 1995.
Todos os cidadãos têm direito a votar após completarem 18 anos, exceto aqueles que foram privados do direito de voto, destituídos de direitos públicos ou que se encontram detidos. Os eleitores votam nas comissões eleitorais regionais (plural em polonês: okręgowe komisje wyborcze), mas também podem votar no exterior, fora da comissão eleitoral regional a que estão atribuídos, ou por correspondência, desde que tenham notificado previamente a comissão eleitoral. A votação decorre durante 14 horas, entre as 7h00 e as 21h00 (CEST).
As eleições são conduzidas pelo Comissão Eleitoral Nacional (em polonês/polaco: Państwowa Komisja Wyborcza), que, para esta eleição, era composta pelo presidente (Sylwester Marciniak), vice-presidente (Wojciech Sych) e sete membros recomendados por grupos do Sejm - dois pela Coalizão Cívica, dois pelo Lei e Justiça e um, respetivamente, pela Polónia 2050, pelo Partido Popular Polaco e pela Esquerda.
A Comissão Eleitoral Nacional, em conferências de imprensa ao longo do dia das eleições, divulga a participação às 12h, às 17h (CEST) e a participação final. No dia anterior e no dia da eleição, até o encerramento das urnas às 21h, vigora o silêncio eleitoral. No segundo turno da eleição presidencial, ocorreram 87 incidentes de violação do silêncio eleitoral.

## Antecedentes

### Segunda posse de Andrzej Duda

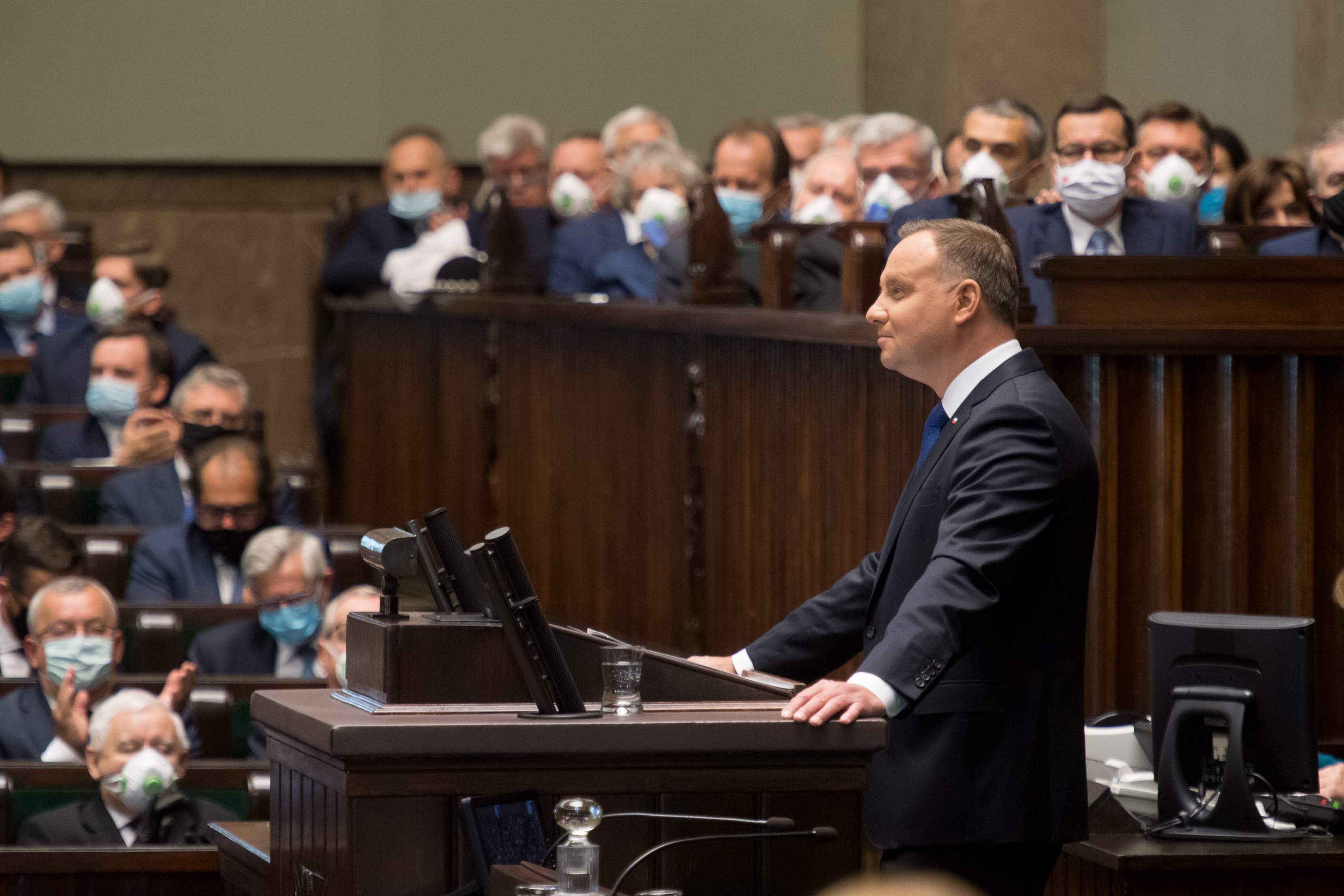
Andrzej Duda sendo empossado para seu segundo mandato em 6 de agosto de 2020

O presidente em exercício Andrzej Duda (PiS) derrotou Rafał Trzaskowski (PO) por uma pequena margem nas eleições presidenciais de 2020 e tomou posse para o seu segundo mandato em 6 de agosto de 2020. Duda governaria junto com o primeiro-ministro Mateusz Morawiecki e seu gabinete até as eleições parlamentares de 2023. As eleições parlamentares tiveram uma participação recorde, com 74,4% dos poloneses elegíveis votando, um aumento de 12,6 pontos percentuais desde 2019.

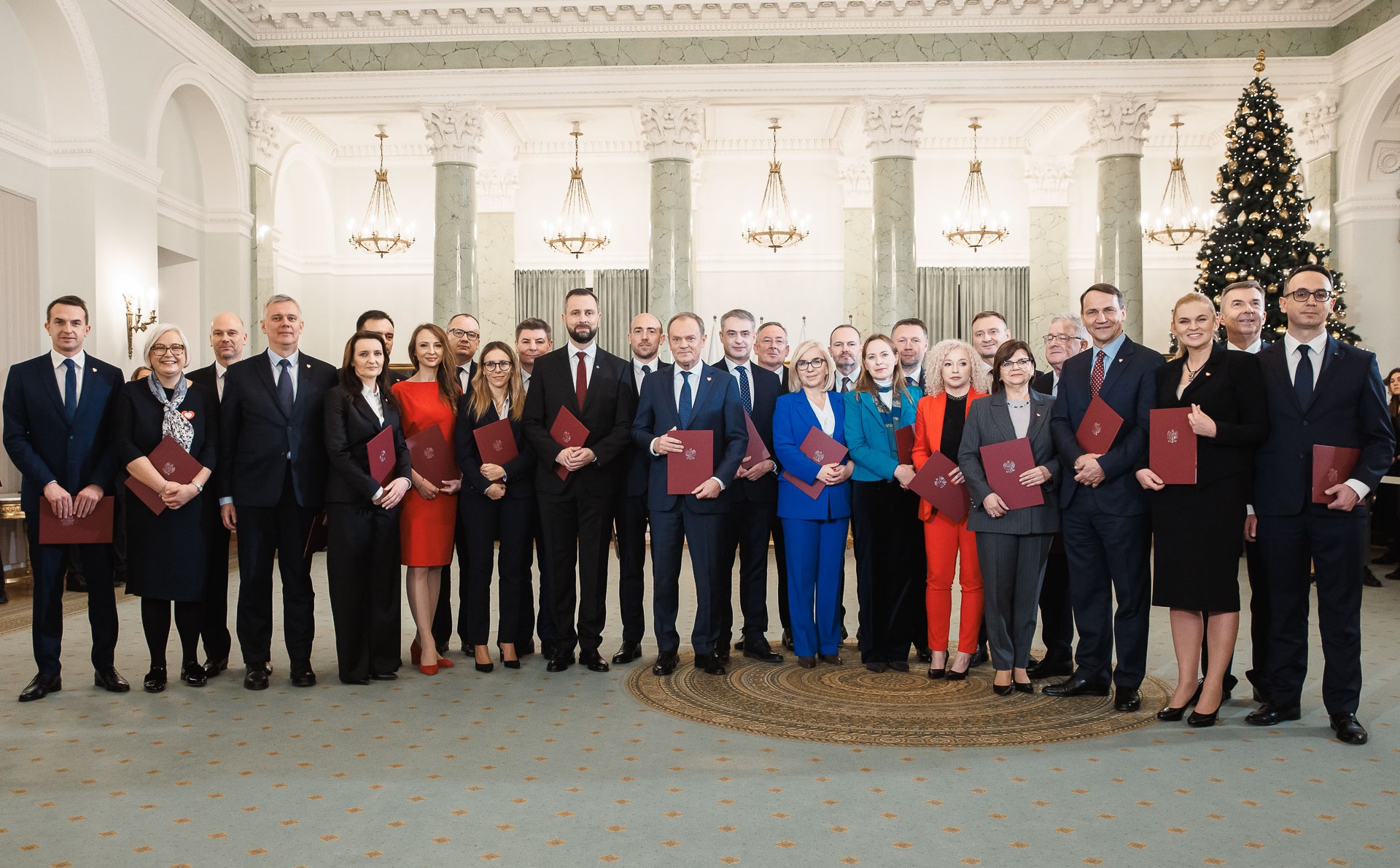
Terceiro Gabinete de Donald Tusk

### Gabinete de Tusk
Após as eleições parlamentares e a renomeação de curta duração de Mateusz Morawiecki, o gabinete de Donald Tusk, composto pela Coalizão Cívica, Polônia 2050, Partido Popular Polonês e Nova Esquerda, começou a governar o país. A coalizão de Tusk não tinha votos suficientes para contornar o veto presidencial, para o qual precisaria de 276 votos.

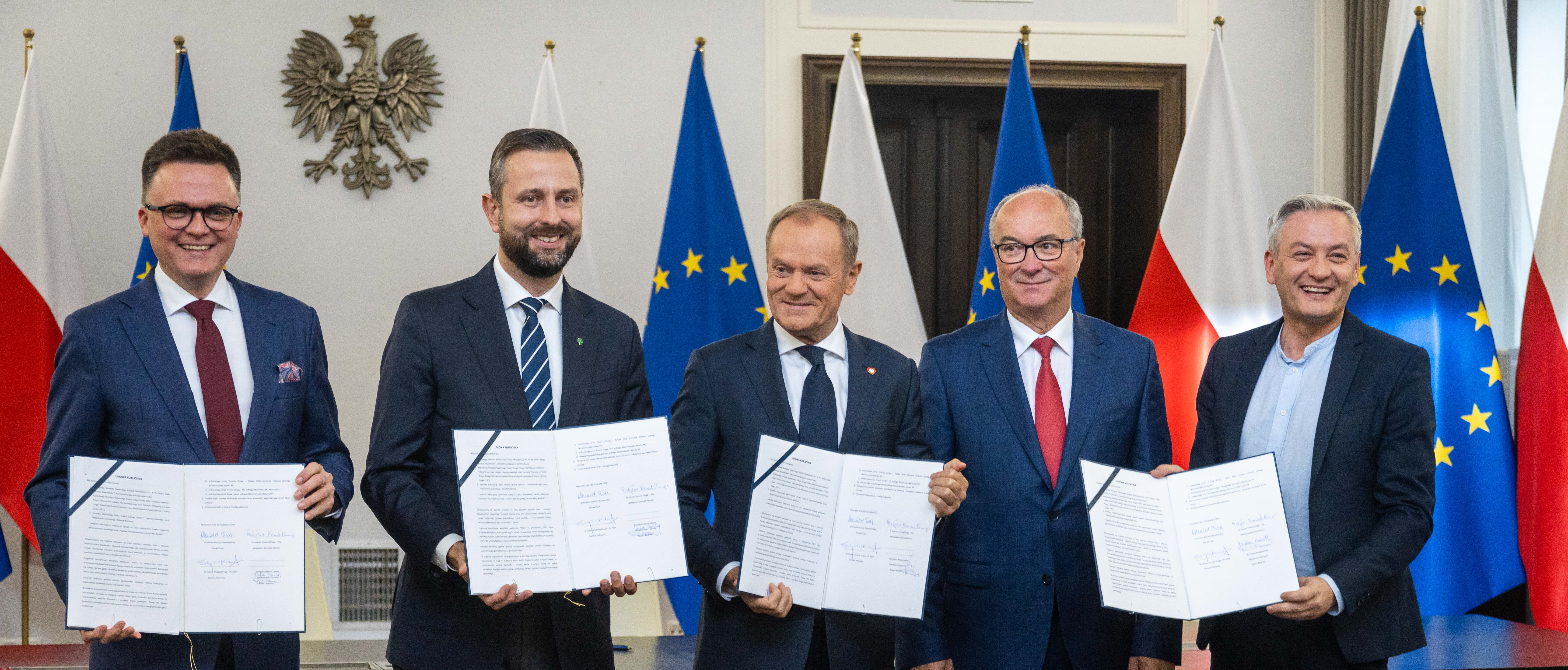
Líderes dos partidos da coligação assinam o acordo de coligação, da esquerda para a direita: Szymon Hołownia (PL2050-TD), Władysław Kosiniak-Kamysz (PSL-TD), Donald Tusk (KO), Włodzimierz Czarzasty (NL) e Robert Biedroń (NL). Nas eleições presidenciais, a aliança TD apresentou Szymon Hołownia, a KO apresentou Rafał Trzaskowski e a NL apresentou Magdalena Biejat.

#### Política econômica do gabinete Tusk
Desde a ascensão da coalizão ao poder, o gabinete de Tusk tomou medidas para desregulamentar a economia, cortar gastos com assistência social e equilibrar o orçamento. Em fevereiro de 2025, Tusk convidou o bilionário Rafał Brzoska e o CEO do Google, Sundar Pichai para desregulamentar a economia polonesa e reduzir as regulamentações trabalhistas. A proposta de Tusk sobre Brzoska levou a mídia a rotulá-lo como o “Elon Musk polonês”. Tusk foi acusado de conceder ao Google o monopólio do setor de Inteligência Artificial na Polônia por meio de seus acordos de investimento com Pichai.

#### Política social do gabinete Tusk
A coalizão era composta principalmente por partidos centristas ou ligeiramente inclinados à direita. No entanto, a Nova Esquerda, que também fazia parte do gabinete propôs ao Sejm a descriminalização do aborto proposta que foi rapidamente rejeitada em julho de 2024. Enfrentando oposição dentro da coalizão governamental por parte de um grande grupo de dissidentes do Partido Popular Polonês, a votação fracassou com 218 votos contra e 215 a favor da descriminalização.
Em 4 de abril, o Sejm votou por uma pequena margem (213-190, com KO, PL2050 e PSL a favor - PiS, NL e Razem contra - e Konfederacja principalmente abstenha-se) a redução da contribuição para o seguro de saúde (em polonês/polaco: składka zdrowotna) para empreendedores,   o que provocou protestos da esquerda, especialmente dos membros do Razem, acusando o governo de tentar minar e depois privatizar a saúde pública. Por fim, Andrzej Duda vetou a redução da contribuição para a saúde em 6 de maio.

## Seleção de candidatos

### Candidatos registrados
| Nome                                   | Nascido                                                | Campanha                                                                                               | Último cargo/emprego | Partido | Partido                        | Apoio de     | Apoio de                                                                            |
| -------------------------------------- | ------------------------------------------------------ | --- | --- | ------- | ------------------------------ | ------------ | ----------------------------------------------------------------------------------- |
| Artur Bartoszewicz                     | 1974 de janeiro de 18 (51) Suwałki, Podláquia          | | Professor na Escola de Socioeconomia da Escola de Economia de Varsóvia |         | Independente                   |              | Interesse Social                                                                    |
| Magdalena Biejat                       | 1982 de janeiro de 11 (43) Varsóvia, Mazóvia           | | Vice-Presidente do Senado da Polônia (2023–presente) Deputada do Sejm (2019–2023) Senadora (2023–presente)                                                                                          |         | Independente                   |              | A Esquerda- Nova Esquerda - Partido Socialista Polonês - União do Trabalho          |
| Grzegorz Braun                         | 1967 de março de 11 (58) Toruń, Cujávia-Pomerânia      | | Líder da Confederação da Coroa Polonesa (2019–presente) Deputado do Sejm (2019–2024) Membro do Parlamento Europeu para Pequena Polônia (2024–presente) Candidato nas eleições presidenciais de 2015 |         | Confederação da Coroa Polonesa |              | Filial de Toruń do Congresso da Nova Direita                                        |
| Grzegorz Braun                         | 1967 de março de 11 (58) Toruń, Cujávia-Pomerânia      | Filial da Cujávia-Pomerânia da Confederação para a Renovação da República de Liberdade e Independência | Líder da Confederação da Coroa Polonesa (2019–presente) Deputado do Sejm (2019–2024) Membro do Parlamento Europeu para Pequena Polônia (2024–presente) Candidato nas eleições presidenciais de 2015 |         | Confederação da Coroa Polonesa |              |                                                                                     |
| Grzegorz Braun                         | 1967 de março de 11 (58) Toruń, Cujávia-Pomerânia      | Renascimento Nacional da Polônia                                                                       | Líder da Confederação da Coroa Polonesa (2019–presente) Deputado do Sejm (2019–2024) Membro do Parlamento Europeu para Pequena Polônia (2024–presente) Candidato nas eleições presidenciais de 2015 |         | Confederação da Coroa Polonesa |              |                                                                                     |
| Grzegorz Braun                         | 1967 de março de 11 (58) Toruń, Cujávia-Pomerânia      | PolExit                                                                                                | Líder da Confederação da Coroa Polonesa (2019–presente) Deputado do Sejm (2019–2024) Membro do Parlamento Europeu para Pequena Polônia (2024–presente) Candidato nas eleições presidenciais de 2015 |         | Confederação da Coroa Polonesa |              |                                                                                     |
| Grzegorz Braun                         | 1967 de março de 11 (58) Toruń, Cujávia-Pomerânia      | Movimento Europa Real                                                                                  | Líder da Confederação da Coroa Polonesa (2019–presente) Deputado do Sejm (2019–2024) Membro do Parlamento Europeu para Pequena Polônia (2024–presente) Candidato nas eleições presidenciais de 2015 |         | Confederação da Coroa Polonesa |              |                                                                                     |
| [[File:\|120px\|alt=]] Szymon Hołownia | 1976 de setembro de 3 (48) Białystok, Podláquia        | | Presidente do Sejm (2023–presente) Deputado do Sejm (2023–presente) Líder da Polônia 2050 (2021–presente) Candidato nas eleições presidenciais de 2020                                              |         | Polônia 2050                   |              | Terceira Via- Polônia 2050 - Partido Popular Polonês - Centro para a Polônia        |
| Marek Jakubiak                         | 1959 de abril de 30 (66) Varsóvia, Mazóvia             | | Líder da Federação pela República (2018–presente) Deputado do Sejm (2015–2019, 2023–presente) Candidato nas eleições presidenciais de 2020 Cervejeiro                                               |         | Federação pela República       |              | Republicanos Livres- Federação pela República - Kukiz'15 - Liberdade e Prosperidade |
| Maciej Maciak                          | 1970 de agosto de 30 (54) Włocławek, Cujávia-Pomerânia | | Líder do Movimento Prosperidade e Paz (2023–presente) Jornalista, youtuber |         | Independente                   |              | Movimento Prosperidade e Paz                                                        |
| Sławomir Mentzen                       | 1986 de novembro de 20 (38) Toruń, Cujávia-Pomerânia   | | Presidente da Nova Esperança (2022–presente) Deputado do Sejm (2023–presente) Consultor tributário                                                                                                  |         | Nova Esperança                 |              | Confederação da Liberdade e Independência- Nova Esperança - Movimento Nacional      |
| Karol Nawrocki                         | 1983 de março de 3 (42) Gdańsk, Pomerânia              | | Presidente do Instituto da Memória Nacional (2021–presente) Diretor do Museu da Segunda Guerra Mundial (2017–2021) Presidente do Conselho Distrital de Siedlce em Gdańsk (2011–2017)                |         | Independente                   |              | Direita Unida- Lei e Justiça - Renovação da República da Polônia                    |
| Karol Nawrocki                         | 1983 de março de 3 (42) Gdańsk, Pomerânia              | Autodefesa da República da Polônia                                                                     | Presidente do Instituto da Memória Nacional (2021–presente) Diretor do Museu da Segunda Guerra Mundial (2017–2021) Presidente do Conselho Distrital de Siedlce em Gdańsk (2011–2017)                |         | Independente                   |              |                                                                                     |
| Karol Nawrocki                         | 1983 de março de 3 (42) Gdańsk, Pomerânia              | Unidos Além das Divisões                                                                               | Presidente do Instituto da Memória Nacional (2021–presente) Diretor do Museu da Segunda Guerra Mundial (2017–2021) Presidente do Conselho Distrital de Siedlce em Gdańsk (2011–2017)                |         | Independente                   |              |                                                                                     |
| Joanna Senyszyn                        | 1949 de fevereiro de 1 (76) Gdynia, Pomerânia          | | Deputada do Sejm (2001–2009, 2019–2023) Deputada ao Parlamento Europeu para Pequena Polônia (2009–2014) Jornalista                                                                                  |         | Independente                   |              | Associação da Esquerda Democrática                                                  |
| Joanna Senyszyn                        | 1949 de fevereiro de 1 (76) Gdynia, Pomerânia          | Não Partidários                                                                                        | Deputada do Sejm (2001–2009, 2019–2023) Deputada ao Parlamento Europeu para Pequena Polônia (2009–2014) Jornalista                                                                                  |         | Independente                   |              |                                                                                     |
| Krzysztof Stanowski                    | 1982 de julho de 21 (43) Varsóvia, Mazóvia             | | Jornalista, youtuber Proprietário do Kanał Zero e KTS Weszło |         | Independente                   | Independente | Independente                                                                        |
| Rafał Trzaskowski                      | 1972 de janeiro de 17 (53) Varsóvia, Mazóvia           | | Prefeito de Varsóvia (2018–presente) Vice-Presidente da Plataforma Cívica (2020–presente) Segundo turno nas eleições presidenciais de 2020                                                          |         | Plataforma Cívica              |              | Coalizão Cívica                                                                     |

### Desistências
- Stanisław Żółtek – Deputado do Parlamento Europeu pela Pequena Polônia e Świętokrzyskie (2014–2019), líder do Congresso da Nova Direita e do PolExit; retirou-se para apoiar Grzegorz Braun[53]
- Krzysztof Andrzej Sitko - retirou-se para apoiar Marek Woch[54]
- Katarzyna Cichos - retirou-se para apoiar Marek Woch[55]

### Registro de candidatura
Grupos de cidadãos dispostos a registrar um candidato nas eleições devem constituir uma comissão eleitoral (em polonês/polaco: komitet wyborczy) de pelo menos 15 membros e apresentar uma notificação à Comissão Eleitoral Nacional apoiada por 1 000 assinaturas de cidadãos. Para registrar um candidato, a comissão eleitoral deve apresentar à PKW mais 99 000 assinaturas de apoio. Em 11 de abril de 2025, os seguintes comitês e candidatos solicitaram o registro:
|    | Candidato                                                                             | Status                        | Data           |
| -- | ------------------------------------------------------------------------------------- | ----------------------------- | -------------- |
| 1  | Sławomir Mentzen (KWiN)                                                               | Candidato registrado          | 3 de fevereiro |
| 2  | Rafał Trzaskowski (KO)                                                                | Candidato registrado          | 17 de março    |
| 3  | Grzegorz Braun (Confederação da Coroa Polonesa)                                       | Candidato registrado          | 10 de março    |
| 4  | Szymon Hołownia (TD)                                                                  | Candidato registrado          | 24 de março    |
| 5  | Adrian Zandberg (Razem)                                                               | Candidato registrado          | 24 de março    |
| 6  | Wiesław Lewicki (País Normal)                                                         | Candidatura rejeitada         | 9 de abril     |
| 7  | Maciej Maciak (Movimento Prosperidade e Paz)                                          | Candidato registrado          | 9 de abril     |
| 8  | Magdalena Biejat (Lewica)                                                             | Candidato registrado          | 31 de março    |
| 9  | Marek Woch (BS)                                                                       | Candidato registrado          | 31 de março    |
| 10 | Marek Jakubiak (K’15)                                                                 | Candidato registrado          | 4 de abril     |
| 11 | Karol Nawrocki (PiS)                                                                  | Candidato registrado          | 21 de março    |
| 12 | Wojciech Papis (Não Partidários)                                                      | Notificação aceita            |                |
| 13 | Romuald Starosielec (Movimento Reparar a Polônia)                                     | Candidatura rejeitada         | 11 de abril    |
| 14 | Paweł Tanajno (Polônia Liberal – Greve dos Empreendedores)                            | Candidatura rejeitada         | 11 de abril    |
| 15 | Dawid Jackiewicz (ind.)                                                               | Candidatura rejeitada         | 9 de abril     |
| 16 | Aldona Skirgiełło (SRP)                                                               | Notificação aceita            |                |
| 17 | Dominika Jasińska (ind.)                                                              | Notificação aceita            |                |
| 18 | Joanna Senyszyn (Associação da Esquerda Democrática)                                  | Candidato registrado          | 31 de março    |
| 19 | Krzysztof Tołwiński (Frente)                                                          | Notificação aceita            |                |
| 20 | Eugeniusz Maciejewski (PIAST - Unidade de Pensamento das Nações Europeias e do Mundo) | Notificação aceita            |                |
| 21 | Katarzyna Cichos (ind.)                                                               | Notificação aceita / desistiu | 8 de março     |
| 22 | Piotr Szumlewicz (ind.)                                                               | Notificação aceita            |                |
| 23 | Jan Kubań (ind.)                                                                      | Notificação aceita            |                |
| 24 | Włodzimierz Rynkowski (União Eslava)                                                  | Notificação aceita            |                |
| 25 | Marcin Bugajski (ind.)                                                                | Notificação aceita            |                |
| 26 | Jolanta Duda (ind.)                                                                   | Notificação aceita            |                |
| 27 | Artur Bartoszewicz (ind.)                                                             | Candidato registrado          | 17 de março    |
| 28 | Kamil Całek (ind.)                                                                    | Notificação aceita            |                |
| 29 | Krzysztof Andrzej Sitko (Alternativa Social)                                          | Notificação aceita / desistiu | 29 de março    |
| 30 | Jakub Perkowski (Federação pela República)                                            | Notificação aceita            |                |
| 31 | Sebastian Ross (ind.)                                                                 | Notificação aceita            |                |
| 32 | Marta Ratuszyńska (Bom Radom)                                                         | Notificação aceita            |                |
| 33 | Stanisław Żółtek (Congresso da Nova Direita)                                          | Notificação aceita / desistiu | 20 de março    |
| 34 | Krzysztof Stanowski (ind.)                                                            | Candidato registrado          | 11 de abril    |
| 35 | Robert Śledź (Interesse Nacional Polonês)                                             | Notificação aceita            |                |
| 36 | Adam Nawara (Polônia Liberal – Greve dos Empreendedores)                              | Notificação aceita            |                |
| 37 | Grzegorz Kołek (ind.)                                                                 | Notificação aceita            |                |
| 38 | Tomasz Ziółkowski (ind.)                                                              | Notificação aceita            |                |
| 39 | Roman Jackowski (ind.)                                                                | Notificação aceita            |                |
| 40 | Piotr Daniel Lechowicz (KWiN)                                                         | Notificação aceita            |                |
| 41 | Robert Więcko (ind.)                                                                  | Notificação aceita            |                |
| 42 | Zbigniew Litke (ind.)                                                                 | Notificação aceita            |                |
| 43 | Grzegorz Niedźwiecki (ind.)                                                           | Notificação rejeitada         |                |
| 44 | Maria Leśniak-Wojciechowska (Movimento Reparar a Polônia)                             | Notificação rejeitada         |                |
| 45 | Katarzyna Łysik (ind.)                                                                | Notificação aceita            |                |
| 46 | Dariusz Eligiusz Staszczak (ind.)                                                     | Notificação rejeitada         |                |
| 47 | Artur Szostak (Partido Pirata Polonês)                                                | Notificação rejeitada         |                |
| 48 | Andrzej Jan Kasela (ind.)                                                             | Notificação aceita            |                |
| 49 | Krzysztof Kaszewiak (ind.)                                                            | Notificação rejeitada         |                |
| 50 | Zbigniew Józef Burzyński (Livre e Solidário)                                          | Notificação rejeitada         |                |
| 51 | Mieczysław Eugeniusz Sendecki (União Eslava)                                          | Notificação rejeitada         |                |
| 52 | Sławomir Grzywa (Sami Swoi)                                                           | Notificação rejeitada         |                |
| 53 | Krzysztof Olaf Samberger (ind.)                                                       | Notificação rejeitada         |                |

## Campanha

### Primeiro turno

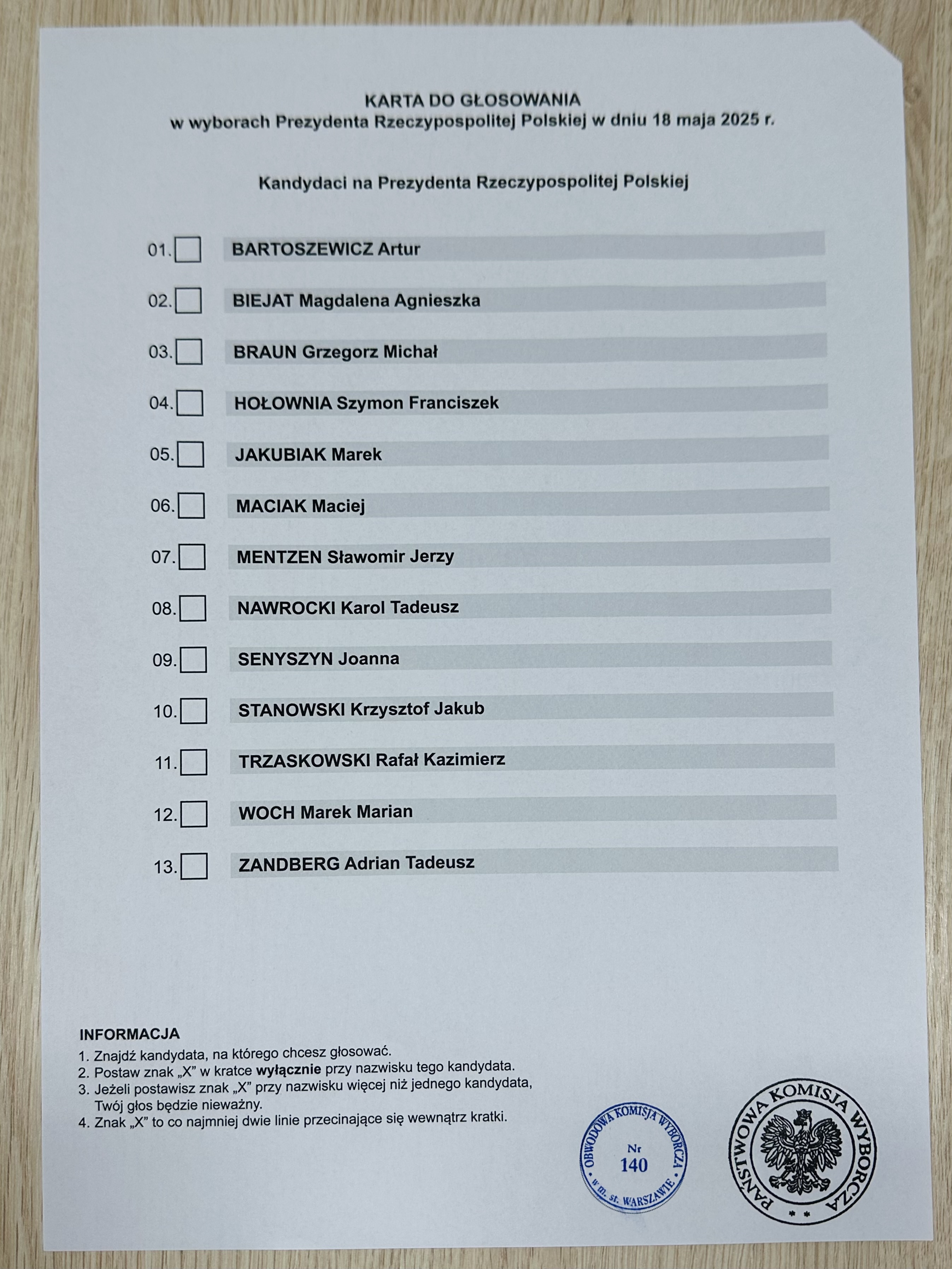
Cédula de votação no primeiro turno das eleições, 18 de maio de 2025

Curva LOESS para o primeiro turno das eleições presidenciais polonesas de 2025.

Sławomir Mentzen, da aliança Confederação, foi o primeiro candidato a iniciar a campanha eleitoral em 31 de agosto de 2024, atraindo críticas e acusações de ilegalidade por parte de políticos de outros partidos devido ao seu início precoce. O marechal do Sejm Szymon Hołownia do partido Polônia 2050 anunciou a sua candidatura em 13 de novembro. A Coalizão Cívica (KO) selecionou seu candidato nas primárias presidenciais de 22 de novembro, depois que o ministro das Relações Exteriores, Radosław Sikorski, desafiou o provável candidato até então, o prefeito de Varsóvia Rafał Trzaskowski, que havia sido candidato presidencial da KO para 2020. Após as primárias do KO, o presidente do Instituto da Memória Nacional, Karol Nawrocki, foi apoiado pelo partido Lei e Justiça em 24 de novembro como candidato oficialmente independente, uma vez que nunca pertenceu a nenhum partido político. Outros grupos também apresentaram seus próprios candidatos. Os partidos de esquerda, a Nova Esquerda e o Razem (em português: Juntos), escolheram Magdalena Biejat e Adrian Zandberg, respectivamente. À direita, o grupo Republicanos Livres apoiou Marek Jakubiak, e a Confederação da Coroa Polonesa apresentou Grzegorz Braun após se separar da Confederação de Mentzen. Outros candidatos, que não representavam partidos no parlamento, também se apresentaram: Artur Bartoszewicz (independente), Maciej Maciak (Movimento Prosperidade e Paz), Joanna Senyszyn (Associação da Esquerda Democrática), Krzysztof Stanowski (independente) e Marek Woch (Bezpartyjni Samorządowcy). No total, o primeiro turno das eleições contou com 13 candidatos nas urnas, o maior número de candidatos empatando com as eleições presidenciais de 1995.
Na véspera das eleições, uma parte do subsídio do partido Lei e Justiça foi retida. A questão surgiu depois que a Comissão Eleitoral Nacional considerou que o relatório financeiro do partido para a campanha parlamentar de 2023 e, consequentemente, seu relatório anual de 2023, estavam incorretos. Como resultado, tanto a dotação da campanha quanto o subsídio anual foram reduzidos em aproximadamente 11 milhões de PLN. A decisão foi apelada para o Supremo Tribunal, onde a Câmara Extraordinária de Revisão e Assuntos Públicos decidiu a favor do partido. Isso obrigou legalmente a Comissão a alterar seu veredicto, o que aconteceu em 30 de dezembro de 2024. No entanto, como a legitimidade desta câmara específica do Supremo Tribunal foi questionada pelo governo no poder e pelo TJUE devido à crise do Estado de direito em curso desde 2017, o ministro das Finanças Andrzej Domański recusou-se a transferir os fundos contestados. No final, Nawrocki teve que conduzir sua campanha sem os fundos transferidos para o PiS.
Rapidamente começaram as especulações sobre se o PiS (Lei e Justiça) substituiria Nawrocki quando foi revelado que ele tinha contato com um futuro criminoso durante sua carreira como boxeador, duas décadas antes, pelo que foi atacado por políticos da oposição. No entanto, as pesquisas mostraram que a grande maioria das pessoas não esperava que Nawrocki fosse substituído. Nawrocki continuaria sendo o candidato presidencial do PiS no primeiro turno e enfrentaria novas controvérsias sobre sua vida privada.
O Lei e Justiça lançou o "Movimento de Proteção Eleitoral" (em polonês/polaco: Ruch Ochrony Wyborów), sendo coordenado principalmente pelo ex-Ministro da Educação Przemysław Czarnek, com a intenção de salvaguardar a conduta democrática da eleição e protegê-la da fraude eleitoral. Em 13 de fevereiro de 2025, Nawrocki foi apoiado pelo Solidariedade, o maior sindicato da Polônia que coopera com o PiS, comprometendo-se a não aumentar a idade de aposentadoria e a defender o salário mínimo. Após o primeiro turno, em 20 de maio, o Solidariedade Rural também apoiou Nawrocki. Na convenção eleitoral de Nawrocki em Łódź, em 26 de abril, ele recebeu o apoio do presidente Andrzej Duda, que anteriormente se absteve de emitir endossos ou apoiar qualquer um dos candidatos.
Durante a campanha, alguns consideraram que Trzaskowski tinha dado uma "guinada para a direita "; Trzaskowski apresentou a ideia de limitar os programas de assistência social para refugiados ucranianos que não estavam trabalhando que foi proposta no Sejm por Law and Justice em 20 de janeiro para “verificar” a genuinidade da proposta de Trzaskowski. Embora apoiasse os direitos LGBT, ele não falou abertamente sobre o assunto durante a campanha. Durante o primeiro debate da TVP em Końskie, depois de receber uma bandeira LGBT de Nawrocki, Trzaskowski primeiro escondeu e depois deu a bandeira para sua oponente, Magdalena Biejat. Apesar de apoiar as uniões civis entre pessoas do mesmo sexo, ele se manifestou contra a adoção por pessoas do mesmo sexo.
Nawrocki acusou a coalizão governista de sexualizar as crianças e, de forma demonstrativa, jogou uma cópia do livro Gender Queer: A Memoir em um triturador de papel. Na conferência do partido, em 2 de março, Nawrocki declarou que a eleição era um “referendo sobre a rejeição de Tusk”, o que continuaria sendo um tema durante toda a campanha.

### Segundo turno

Curva LOESS para o segundo turno das eleições presidenciais polonesas de 2025.

Trzaskowski e Nawrocki se enfrentaram em um segundo turno, com Nawrocki superando o previsto nas pesquisas. Os candidatos Hołownia e Biejat rapidamente declararam apoio a Trzaskowski, e Jakubiak declarou apoio a Nawrocki. Mentzen, que ficou em terceiro lugar no primeiro turno com 14,8% dos votos, chamou os dois candidatos para se reunirem com ele numa reunião pública e apresentou um conjunto de oito pontos para cada candidato assinar, que foram assinados por Nawrocki. Após a aparição de Trzaskowski, ele saiu para beber com Mentzen, o que gerou acusações de que Mentzen era um traidor por parte das figuras da Confederação. Após a aparição de Trzaskowski, ele saiu para beber com Mentzen, gerando acusações de que Mentzen era um traidor por figuras da Confederação. Trzaskowski, por sua vez, enfrentou críticas dos partidários da esquerda, que não estavam satisfeitos com o fato de ele beber com um político de extrema direita.
Logo após a conclusão do primeiro turno, ambos os candidatos anunciaram o lançamento de comícios de apoio a serem realizados em Varsóvia no mesmo dia, 25 de maio. Foram apresentadas estimativas de comparecimento diferentes, variando entre 130 000 e 160 000, incluindo o presidente eleito da Romênia, Nicușor Dan, para a marcha de Trzaskowski e entre 50 000 e 70 000 para o comício de Nawrocki.

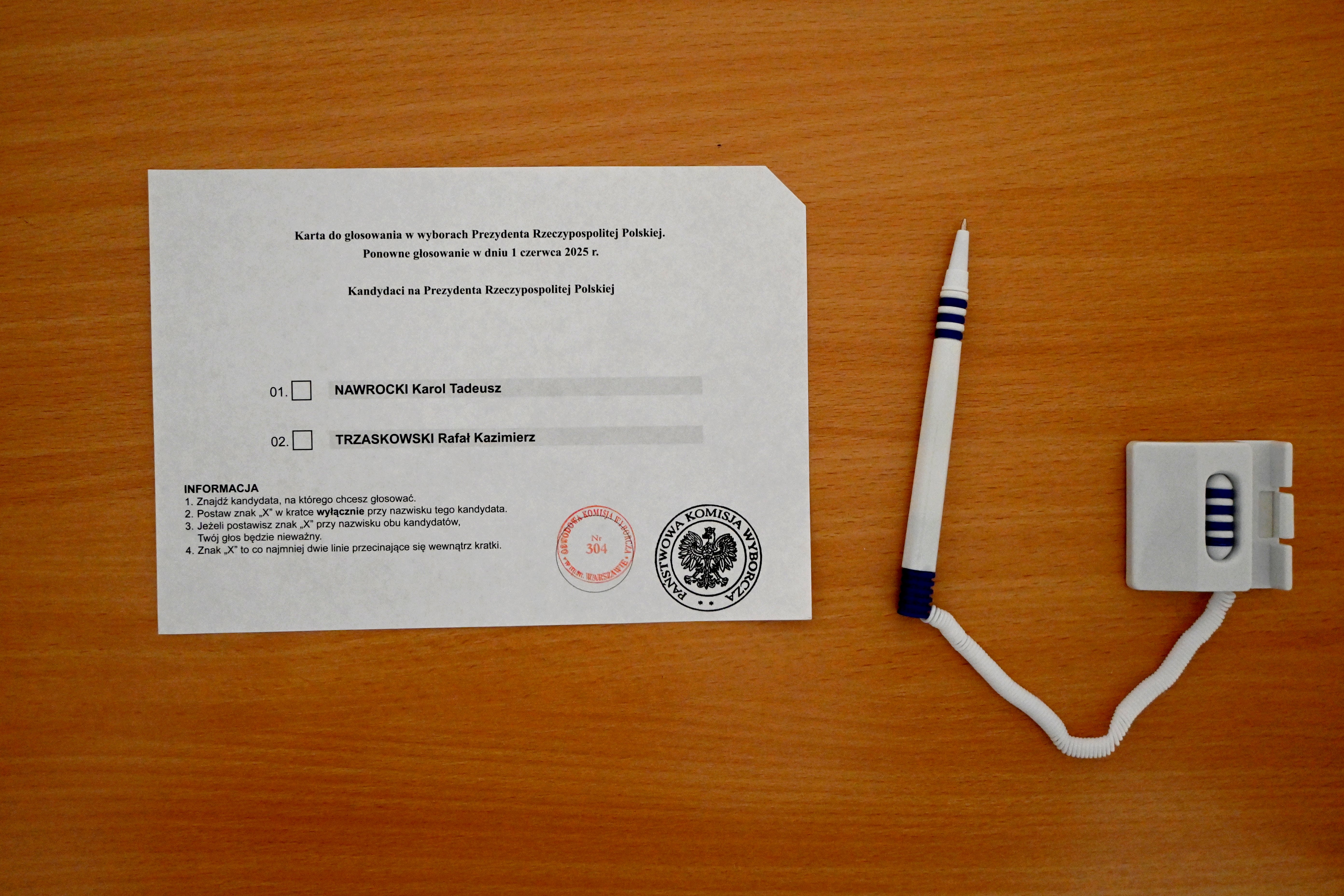
Cédula de votação no segundo turno da eleição em 1º de junho de 2025.

O Wirtualna Polska detalhou as alegações de que os anúncios de campanha do Facebook, que favoreciam Trzaskowski e atacavam Nawrocki e Mentzen, tinham vínculos com uma empresa estrangeira, a Estratos Digital GmbH, sediada em Viena e dirigida por dois húngaros, Ádám Ficsor e Viktor Szigetvári, com capital vinculado ao Partido Democrata Americano.
Ao longo do segundo turno, Nawrocki enfrentou uma série de novas controvérsias envolvendo sua vida pessoal, começando com a revelação de que ele havia participado anteriormente de uma briga de hooligans de futebol 70 x 70 (em polonês/polaco: ustawka) entre torcedores do Lechia Gdańsk e do Lech Poznań. Diante do criticismo gerado, ele acusou o primeiro-ministro Tusk de também ter participado de hooliganismo no futebol em sua juventude e chamou as lutas de “batalhas nobres”. Também veio à tona que Nawrocki tinha tatuagens do Chelsea F.C. e do Lechia Gdańsk em seu torso. Outras controvérsias sobre o histórico pessoal de Nawrocki surgiram devido a alegações de que ele teria trabalhado como guarda-costas de prostitutas em um Grand Hotel cinco estrelas em Sopot em sua juventude e havia feito uso de snus enquanto estava no ar durante o debate presidencial,  levantando alegações de seu forte vício em nicotina.

## Resultados
No primeiro turno, Trzaskowski ficou em primeiro lugar com 31,4% dos votos, e Nawrocki ficou em segundo lugar com 29,5%. Os candidatos de direita, Nawrocki, Mentzen e Braun, superaram o desempenho das pesquisas, ganhando 29,5%, 14,8% e 6,3%, respectivamente. Hołownia e Biejat tiveram um desempenho inferior, ficando em quinto e sétimo lugares, o último abaixo de seu rival de esquerda, Zandberg.
No segundo turno, de acordo com uma pesquisa de boca-de-urna da Ipsos, Rafał Trzaskowski obteve 50,3% dos votos e Karol Nawrocki, 49,7%; no entanto, a margem de 0,6% estava dentro da margem de erro. Logo após a divulgação da pesquisa, Trzaskowski reivindicou a vitória em um discurso para seus apoiadores em Varsóvia. Uma pesquisa posterior, divulgada pela Ipsos às 23h, indicou que Nawrocki ficou em primeiro lugar, com 50,7% dos votos.
| Candidato                      | Partido                                           | Votos (Primeira Rodada) | Votos (Segunda Rodada) |
| ------------------------------ | ------------------------------------------------- | ----------------------- | ---------------------- |
| Rafał Trzaskowski              | Coalizão Cívica (PO)                              | 6 147 797               | 10 237 286             |
| Karol Nawrocki                 | Independente (PiS)                                | 5 790 804               | 10 606 877             |
| Sławomir Mentzen               | Confederação (Nova Esperança)                     | 2 902 448               | –                      |
| Grzegorz Braun                 | Confederação da Coroa Polonesa                    | 1 242 917               | –                      |
| Szymon Hołownia                | Terceira Via (Polônia 2050)                       | 978 901                 | –                      |
| Adrian Zandberg                | Partido Juntos                                    | 952 832                 | –                      |
| Magdalena Biejat               | Independente (A Esquerda)                         | 829 361                 | –                      |
| Krzysztof Stanowski            | Independente                                      | 243 479                 | –                      |
| Joanna Senyszyn                | Independente (Associação da Esquerda Democrática) | 214 198                 | –                      |
| Marek Jakubiak                 | Republicanos Livres                               | 150 698                 | –                      |
| Artur Bartoszewicz             | Independente                                      | 95 640                  | –                      |
| Maciej Maciak                  | Independente (Movimento Prosperidade e Paz)       | 36 371                  | –                      |
| Marek Woch                     | Não Partidários dos Governos Locais               | 18 338                  | –                      |
| Votos inválidos                | Votos inválidos                                   | 85 813                  | 189 294                |
| Eleitorado                     | Eleitorado                                        | 29 252 340              | 29 363 722             |
| Fonte: PKW Eleições na Polônia |                                                   |                         |                        |

## Após os resultados
Trzaskowski inicialmente reivindicou a vitória depois que a primeira pesquisa de boca-de-urna mostrou que ele estava na frente, enquanto Nawrocki disse que os resultados estavam muito próximos. Trzaskowski posteriormente concedeu a vitória depois que os resultados finais mostraram a vitória de Nawrocki.
O primeiro-ministro Donald Tusk disse que solicitará um voto de confiança em seu governo, afirmando que, embora “compreenda a gravidade do momento”, não pretende “dar um passo atrás”.